# Аморальне сімейство
Аморальна сімейність (італ. Familismo amorale [Архівовано 29 квітня 2018 у Wayback Machine.]) — це соціологічна концепція, представлена Едвардом К. Банфілдом у своїй книзі „Моральні основи відсталого суспільства” (1958), написана у співпраці з дружиною Лаурою Фасано. Тези Банфілда були та є предметом дискусій та стимулюють суттєві дебати про природу сім'ї та про роль культури в соціальному — економічному розвитку або їх занепаді.

## Польові дослідження

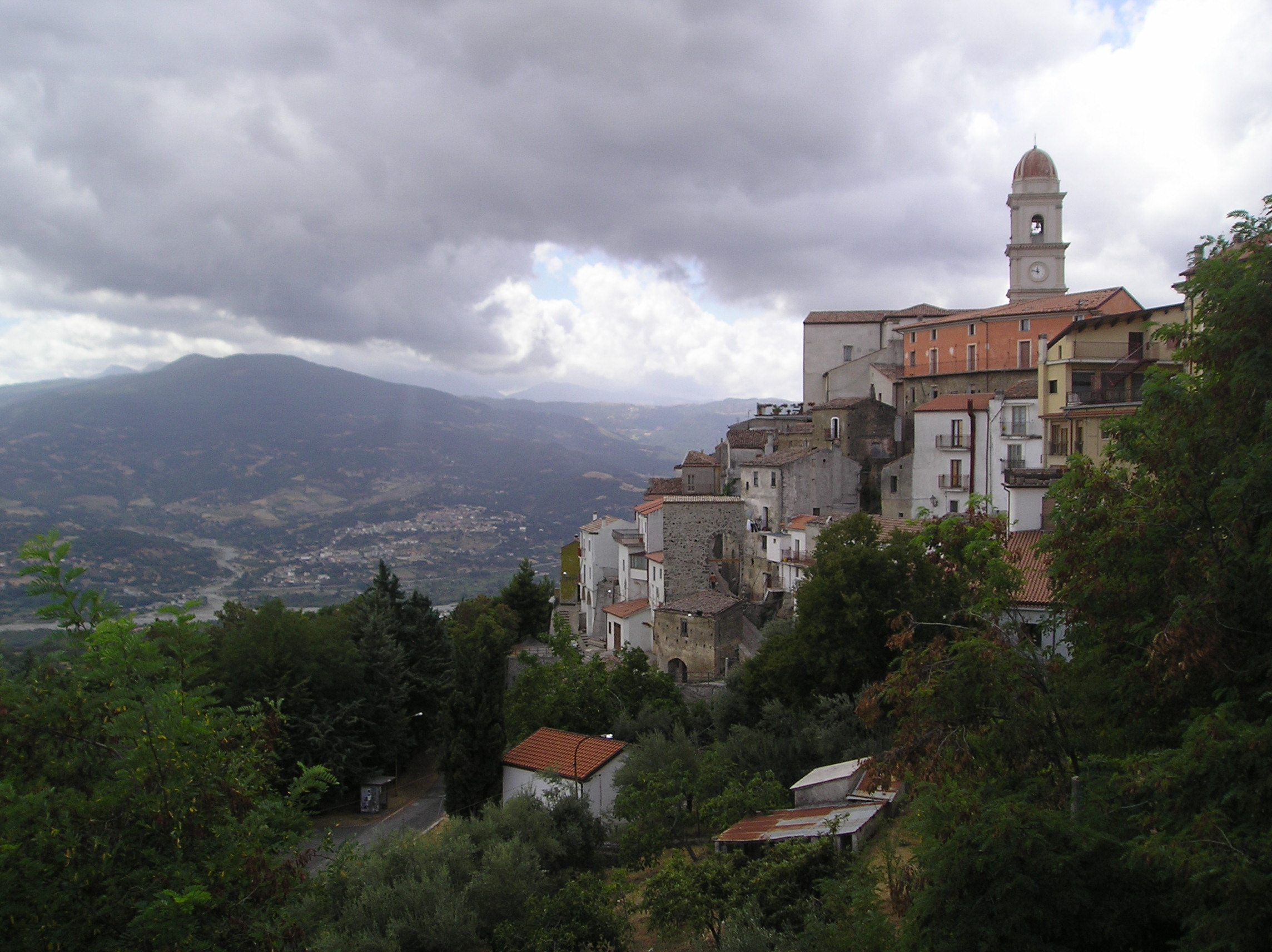
К'яромонте (Монтеграно), центр польових досліджень, де у Банфілда зародилася парадигма аморального сімейства.

Банфілд черпав натхнення зі своїх польових досліджень, під час поїздки на південь Італії, проведеної за допомогою Манліо Россі Доріа — біля села Базиліката в провінції Понца, де представлені помітні риси економічної та соціальної відсталості (описані в самому творі), село умовно називалося «Монтеграно» а його мешканці «Монтегранці».
За вигаданим ім'ям було село К'яромонте, маленьке містечко в Базилікаті.
Бенфілд аналізував Монтеграно протягом дев'яти місяців перебування там в період з 1954 до 1955 року. Використовувались різні методологічні інструменти: безпосереднє спостереження, дані з державних і приватних архівів, психологічні інтерв'ю і тести на репрезентативні вибірки населення. Деякі з зібраних даних порівнювалися з дослідженням, проведеними в інших сільських громадах як у провінції Ровіго, так і у штаті Канзас.

## Теоретична парадигма
Парадигма аморального сімейства виникла з намагань Банфілда зрозуміти, чому деякі громади є соціально та економічно відсталими.

### Основна гіпотеза
Ґрунтуючись на переконанні Токвіля, що в демократичних країнах, наука є матір'ю всього іншого прогресу, і вивчаючи Монтеграно, автор припустив, що деякі громади залишаться відсталими, перш за все з культурних причин. Їхня культура представлятиме крайню концепцію сімейних зв'язків, що зашкодить розвитку колективного інтересу. Здавалося б, люди діяли так, слідуючи правилу: «Збільшити короткотермінові матеріальні переваги своєї нуклеарної сім'ї, припускаючи, що всі інші зроблять так само»
Отже саме ця етика сімейних відносин є причиною відсталості. Автор назвав це аморальним сімейством. Сімейство, тому що людина буде переслідувати лише інтереси своєї нуклеарної сім'ї, але ніяк не інтереси спільноти які потребують співпраці між незалежними сімействами. Аморальні тому що категорії добра та зла застосовуються лише до членів сім'ї, але не до інших осіб громади. 

### Наслідки для суспільства
З загального правила автор вивів деякі логічні послідовності, які б описували наслідки такої поведінки, особливо щодо управління суспільним добром та політичним життям. Це короткий та неповний список. На думку автора, в суспільстві аморальних сімейств:
- ніхто не буде просувати суспільні інтереси, крім випадків, коли це не вигідно йому самому;
- тільки державні органи будуть думати про суспільний інтерес, тому що їм за це платять. Будь-яка інша людина буде вважатися шахраєм;
- контроль державних службовців буде відбуватись іншими державними службовцями, оскільки їм за це платять;
- керівники організацій не будуть робити більше, ніж потрібно для збереження їх посади або (якщо це можливо) просування. Схожим чином, професіонали та освічені люди не будуть відчувати покликання або місії. Таким чином посада керівника та навички будуть використовуватись проти інших;
- державний службовець буде отримувати хабарі, і навіть якщо це не так, він все одно вважатиметься корумпованим;
- зв'язку між абстрактними принципами, політичною або повсякденною поведінкою не буде;
- закон буде порушений, коли буде можливість уникнути покарання;
- слабкий вітає авторитарний режим, який буде підтримувати порядок міцною рукою;
- буде складно створювати та підтримувати будь-яку організацію, оскільки для цього потрібна лояльність до інтересів організації;
- не буде ні лідер, ні послідовника, оскільки ніхто не буде зацікавлений когось підтримати, крім випадків, коли це мотивовано особистим інтересом;
- голосування буде використано для забезпечення короткострокових матеріальних благ;
- покращення в суспільстві будуть цінуватися людиною тільки тоді, коли у виграші буде він і його близькі. Він буде голосувати проти покращень, які не приносять користь йому особисто;
- виборець не буде звертати уваги на обіцянки партій. Він буде голосувати за тих, хто вже надав деяку вигоду, а не тих, хто тільки обіцяє;
- члени партій будуть схильні продавати себе більш сприятливим партіям, роблячи таким чином нестабільні політичні сили.

Економіка також зазнає руйнівних наслідків. Якщо для поліпшення економічного стану потрібні інвестиції та засоби, які не може дати одна сім'я, а тільки суспільна група, як наслідок відсутність співпраці між неконсолідованими сім'ями перешкоджає цим інвестиціям та придбанням активів, що в подальшому блокує економіку. 

### Причини
На думку автора, етика аморального сімейства буде залежати від декількох причин, зокрема бідності та деградації. Хоча існують і більш значущі причини:
- Висока смертність серед дорослих, здатна руйнувати сім'ю, залишаючи самотніх сиріт. Це може викликати страх передчасної смерті та почуття нестабільності.
- Нуклеарна сім'я переважає у Монтеграно. Це є причиною відчуття ізоляції та нестабільності, оскільки після смерті батьків не буде іншого родича, який зможе замінити батьків. Це також перешкоджатиме вивченню культури організованої співпраці.
- Неякісна освіта дітей.

## Фортуна та коментарі
Теорія аморального сімейства була і залишається предметом для дискусій.
Історичний огляд
Історично це частина серії досліджень, проведених англосаксонськими вченими в Південній Європі (в примітках книги, Банфілд наводить кілька досліджень, проведених іншими авторами в Італії, Франції та Іспанії).
Критика в перше десятиліття
У статті, опублікованій в 1968 року Ф. Сільверман, підсумовані основні критичні теорії Бенфілда в першому десятилітті публікації. Деякі стосувалися якості дослідження: недостатній опис, слабкий аналіз.
Інші стурбовані основою теорії (культурний чинник, що розглядається як причина):
- етика не може викликати або пояснити поведінку; натомість це можуть зробити матеріальні умови життя;
- аморальне етичне сімейство не може бути причиною відсталості громади.

Широке тлумачення
Автором теорії не було чітко визначено географічне поле, до якого теорія може застосовуватися, крім обмежених місць вивчення. Проте, на рівні здорового глузду, часто генерація поширює цю концепцію на більшість культур південної Європи та Середземномор'я.